# Paus Lucius I
Lucius I (Rome, geboortedatum onbekend - aldaar, 5 maart 254) was de 22ste paus van de Katholieke Kerk. Hij werd al snel na zijn pausverkiezing verbannen maar kreeg toestemming terug te keren. Hij wordt onder meer in verband gebracht met Cyprianus, maar zijn ambtstermijn was te kort voor een sterk beleid. Wel keurde hij het ongehuwd samenwonen af. Deze roerige periode was er meer een van overleven voor de meeste christenen.
Lucius zou zijn omgebracht tijdens de christenvervolgingen van keizer Valerianus I, maar deze begonnen pas na zijn sterfdag. Lucius wordt als martelaar en heilige vereerd. Zijn gedenkdag is 4 maart, de dag van de verheffing van zijn gebeente (zijn heiligverklaring) is 25 augustus. Lucius overleed op 5 maart 254.
Zijn grafsteen is te vinden in de Catacombe van Sint-Calixtus. De relikwieën zijn echter te vinden in de Santa Maria in Trastevere, samen met die van Sint-Caecilia. Lucius' hoofd wordt bewaard in de reliekschrijn van de St-Ansgar-kathedraal in Kopenhagen,
nadat het eerst in Roskilde was bewaard. Rond het jaar 1100 werd hij uitgeroepen tot beschermheilige van de Deense provincie Seeland.